# Micranthes eriophora
Micranthes eriophora là một loài thực vật có hoa trong họ Saxifragaceae. Loài này được (S. Watson) Small miêu tả khoa học đầu tiên năm 1905.